# Type 1 État belge
Les locomotives Type 1 étaient une classe de locomotive à vapeur de disposition d'essieux 120 pour le service voyageurs express, introduite en 1864 par les Chemins de fer de l'État belge.  
Les locomotives ont été construites par différents constructeurs belges, à l'exception de la série de 9 machines, construite en 1867 par Schneider - Le Creusot.

## Histoire

### Genèse
Au début des années 1860, les Chemins de fer de l’État belge disposent, pour le trafic des voyageurs, d'une flotte hétéroclite de locomotives à un ou deux essieux moteurs dont certaines remontent directement aux débuts des chemins de fer en Belgique dans les années 1830 (la reprise de plusieurs réseaux privés apportera également son lot de matériel moteur). Avec plus de 130 exemplaires, les modèles les plus nombreux sont apparentés aux locomotives Patentee de George Stephenson et ne possèdent qu'un seul essieu moteur. Dotés de roues de 1 676 mm, les exemplaires les plus rapides — de multiples différences existant d'un engin à l'autre —, atteignent les 80 km/h. La recherche de la vitesse n'est pas immédiatement une priorité, les trains étant d'emblée bien plus rapides que les aux autres moyens de transports tout en desservant généralement chaque station intermédiaire. En octobre 1855, décision est prise de commander trois locomotives spécifiquement destinées à la vitesse sous la forme de trois copies du type « Jenny Lind (en) » originellement créé pour le London, Brighton and South Coast Railway (en). Le poids des trains s'accroissant, l’État belge renoncera par la suite aux engins à un seul essieu moteur.
L'année 1855 correspond à une période difficile où, en raison d'un manque de locomotives et de l'obsolescence rapides des engins en service, les Chemins de fer de l’État belge font à nouveau appel aux constructeurs britanniques, alors que l'industrie nationale avait pris la relève en 1840. C'est dans ce contexte que sont livrées les trois « Jenny Lind » et trois machines à deux essieux moteurs surnommées « Wilson », toutes assemblées à Leeds par la firme E. B. Wilson and Company (en) (Railway Foundry), ainsi que deux 030 pour trains de marchandises fournies par Sharp, Stewart and Company. Œuvre d'Archibald Sturrock (en), l'ingénieur en chef du Great Northern Railway, les « Wilson », dérivées des 216 et 217 du GNR, donneront lieu à 34 copies assemblées en Belgique. Bien que désignées comme machines mixtes, elles feront preuve de performances supérieures et s'imposeront en tête des express notamment ceux de Bruxelles à Liège en direction de Cologne.
Bien que moins gourmandes en combustible, elles souffrent d'un problème inhérent au matériel anglais et belge des origines : leur besoin de brûler du coke ou des briquettes de charbon, deux matériaux dont le prix connaît une forte inflation et dont la qualité est en baisse en raison de l'incapacité de l'industrie nationale de suivre la demande. L'ingénieur Alfred Belpaire décide d'expérimenter l'utilisation de charbon menu, en particulier du demi-gras, alors extrêmement bon marché et présent en quantités dans le sous-sol belge. Pour ce faire, il transforme en 1859 la dernière Wilson en cours de construction avec un foyer deux fois plus large dont le fond est plat, fournissant une surface de combustion adaptée à ce charbon non-transformé. Le gain de performances et les économies réalisées pousseront les Chemins de fer de l’État à généraliser l'emploi du foyer Belpaire et de charbon tout-venant.
En 1864, Belpaire poursuivant ses recherches met au point un foyer plus efficient, à sommet carré. À cette date, l’État belge dispose d'un total de 43 locomotives de la famille Wilson : les trois prototypes commandées en Angleterre (Type 6), 34 machines de construction belge rééquipées — ou sur le point de l'être — d'un foyer Belpaire (Type 7) et de six machines de 1860-1861 d'emblée dotées d'un foyer Belpaire plus long que sur la locomotive prototype (Type 13),,.

### Mise au point
Afin d'assurer le trafic des trains les plus rapides et de profiter pleinement des avantages du nouveau foyer Belpaire carré, il est décidé de réaliser un nouveau modèle plus performant que les Wilson transformées. Les roues motrices atteignent désormais 2 m, les cylindres sont plus larges (430 mm) et la puissance totale est, selon les auteurs, de 470, 500 ou 560 ch. Dans un système où la vitesse est limitée par la puissance et le nombre de tours de roues, une augmentation du diamètre permet d’atteindre des vitesses plus élevées, au détriment de l'effort de traction au démarrage. Capables d'atteindre les 100 km/h en tête de trains légers, elles peuvent remorquer 15 voitures (en bois, à deux essieux) à 55 km/h en rampe de 5 ‰.
La chaudière se compose de trois viroles (segments). Comme la grande majorité des modèles belges, le châssis est à longerons un extérieurs, avec les cylindres et le mécanisme de soupape Stephenson disposés à l'intérieur. Les exemplaires d'origine ont une cheminée légèrement évasée et une suspension sans balancier conjuguant les ressorts à lames des essieux porteur et moteur avant. De nombreuses variations verront le jour au cours des années, soit d'origine soit par transformation.

### Évolutions

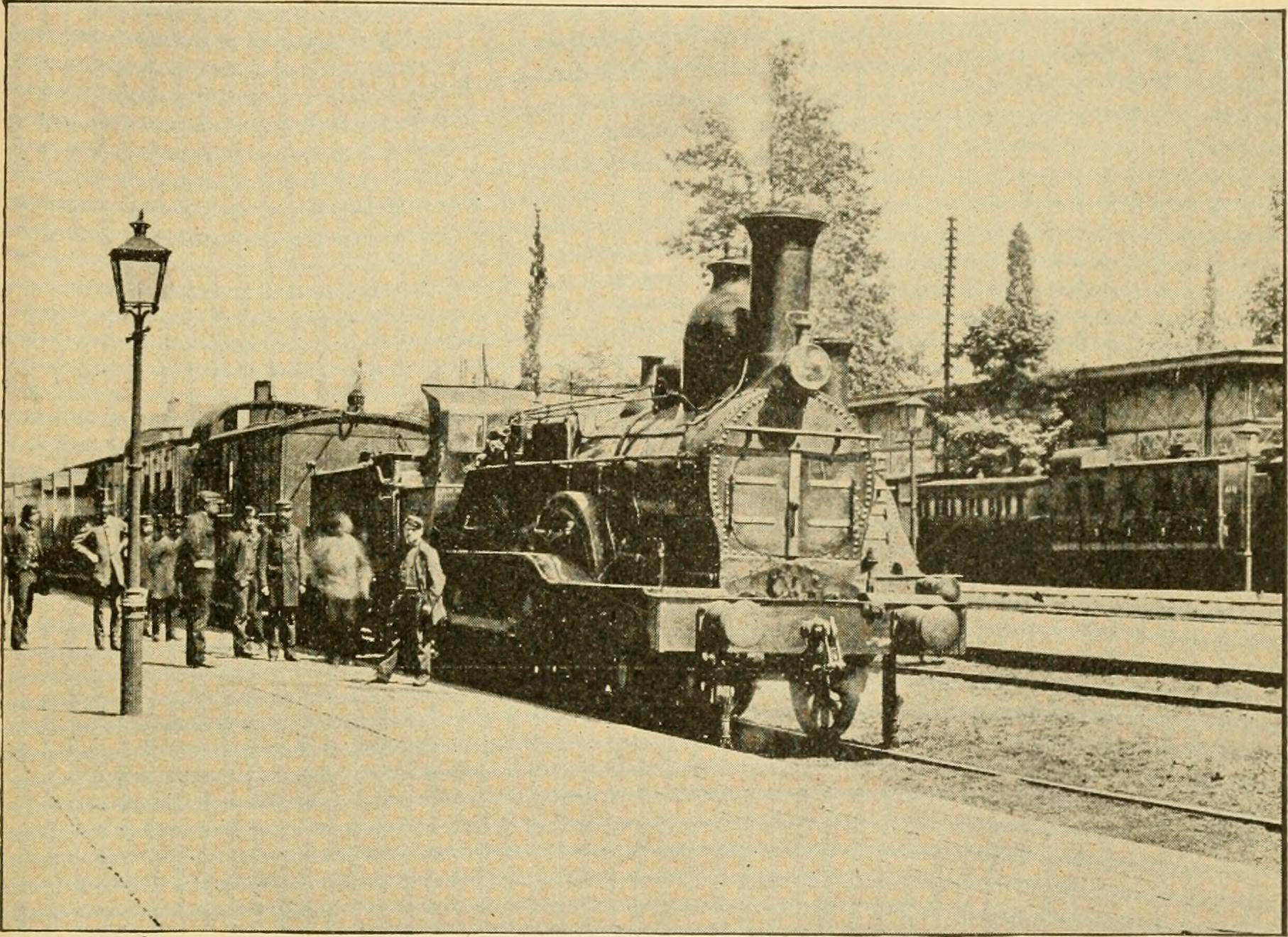
Une type 1 à chaudière d'origine et abri Baquet en 1899.

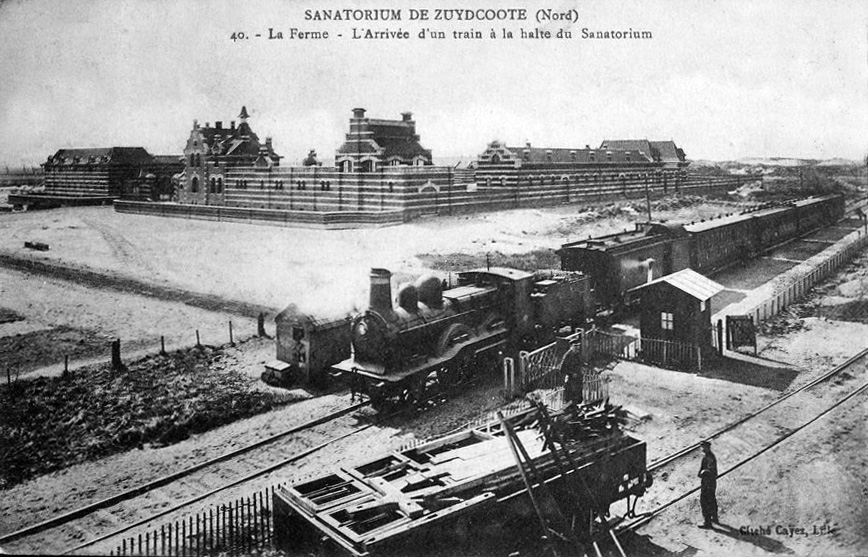
Exemple de Type 1, en service vers 1910 (chaudière du type 1896 et abri Webb).

La conception a évolué au fil des années lors de la construction des machines. Alors que la première série en 1864 a été produite avec un poste de conduite à ciel ouvert, avec une étroite plaque de tôle percée de deux hublots à l'avant. Un abri minimaliste constitué par deux petits auvents de part et d'autre de la boîte à feu a été ajouté à la série suivante de 1865-1866. À partir de 1872, les auvents primitifs sont supplantés par des abris « baquet » avec une toiture plus complète et des flancs métalliques, ou remplacés par les nouveaux abris « Webb » qui ont été introduits au début des années 1880.
Sur les séries antérieures, la suspension avait de simples leviers d'équilibrage entre les roues motrices. Les machines construites par Couillet et Schneider en 1867-1868 utilisaient un mécanisme de sonnette à la place du levier d'équilibrage pour égaliser les forces de suspension entre les deux essieux moteurs et sur la dernière série en 1882 des leviers d'équilibrage entre l'essieu moteur et le premier conducteur ont été utilisés, combiné avec des ressorts à lames plus grands sur l'essieu moteur arrière.
À partir de 1878, le frein continu Westinghouse a été installé ; quelques-unes seront rendues compatibles avec le frein à vide des voitures françaises de la Compagnie du Nord qui adoptera finalement le système Westinghouse en 1894. Les locomotives ont également reçu de nouvelles chaudières et de nouveaux abris lors de révisions majeures à partir de 1889 tandis que les ressorts de suspension ont été modifiés.
La chaudière d'origine des locomotives produites de 1864 à 1883 possède une cheminée ronde légèrement évasée suivie par le dôme de vapeur, la sablière et l'enveloppe des soupapes reposant chacun sur une des viroles ; les soupapes et le dôme se terminent par une forme de bulbe aplati et la boîte à fumée possède une porte à deux battants. Celles du type 1889-1892 introduisent une cheminée carrée censée améliorer le tirage et placent les soupapes sur le foyer ; elles reprennent leur position d'origine sur celles de 1893-1895 qui ont également une cheminée carrée. En 1896, l’État belge introduit un nouveau type de cheminée tronconique (d'aspect conique) qui sera utilisé sur les chaudières de remplacement des Type 1 jusqu'en 1899, avec un dôme et une sablière arrondis et des sablières sur le foyer. La base plus large des cheminées carrées et tronçonniques nécessite une boîte à fumée plus longue et alourdit l'avant de la locomotive. Ces cheminées commenceront à être remplacées à partir de 1898 par une version plus étroite de forme conventionnelle, qui sera utilisée sur deux nouveaux modèles de chaudières (type 1898 et 1906) qui se distinguent par la forme et l'emplacement du dôme et de la sablière ; la boîte à fumée est plus courte et dotée d'une porte à un seul battant semblable à celles des types 1889 et ultérieurs. En 1911, l'ensemble des locomotives encore en service a reçu une nouvelle chaudière.

### Construction
Les locomotives ont été construites par divers fabricants de 1864 à 1883.
| Fabricant / Numéro de fabricant                                                | Quantité | Date in service | État Belge numéros et note                                                                 |
| ------------------------------------------------------------------------------ | -------- | --------------- | ------------------------------------------------------------------------------------------ |
| Cockerill 576–580                                                              | 5        | 1864–1865       | EB 137, 257, 39, 17, 63                                                                    |
| Cockerill 585–599                                                              | 15       | 1865            | EB 291–295, 301–310 Note: Assignation double du EB 306 (Cockerill No. 595, Carels No. 169) |
| Cockerill 634–642, 644, 646                                                    | 11       | 1866            | EB 322–329, 54, 57                                                                         |
| Cockerill                                                                      | 4        | 1867            | EB 26, 108, 259, 375                                                                       |
| Cockerill 649–655                                                              | 7        | 1867            | EB 158, 172, 360–364                                                                       |
| Cockerill 703, 702, 700, 699, 701                                              | 5        | 1869            | EB 441–445 (former Société générale d'exploitation de chemins de fer 66–70)                |
| Cockerill 741–743                                                              | 3        | 1871            | EB 21, 38, 66                                                                              |
| Cockerill 821–824                                                              | 4        | 1872            | EB 603–606                                                                                 |
| Cockerill 848–853, 855–858                                                     | 10       | 1873            | EB 649–654, 643–646                                                                        |
| Couillet 146–150                                                               | 5        | 1864            | EB 94, 165, 145, 30, 163                                                                   |
| Couillet 207–210                                                               | 4        | 1868            | EB 390–393                                                                                 |
| Charles Evrard 56–65"Note:Assignation double du Evrard No. 56 à EB 53 et EB 58 | 10–11    | 1864–1865       | EB 53 (and/or 58), 103, 110, 159, 174, 176, 263, 161, 67, 160                              |
| Charles Evrard 162–167                                                         | 6        | 1871–1872       | EB 398–403                                                                                 |
| Charles Evrard 192–197                                                         | 6        | 1873            | EB 637–642                                                                                 |
| Franco-Belge (La Croyère) 413–426                                              | 14       | 1882–1883       | EB 1642–1655                                                                               |
| Schneider - Le Creusot 1037–1045                                               | 9        | 1867            | EB 379–387                                                                                 |
| Forges Usines et Fonderies Haine-Saint-Pierre 71–74                            | 4        | 1871            | EB 12, 64, 116, 264                                                                        |
| Haine-Saint-Pierre                                                             | 2        | 1872            | Chemins de fer de Chimay                                                                   |
| Haine-Saint-Pierre 77–79                                                       | 3        | 1872–1873       | EB 202, 647–648                                                                            |
| Haine-Saint-Pierre 112–116                                                     | 5        | 1876            | EB 1033–1037                                                                               |
| Carels Frères 14–15, 16/20, 21                                                 | 4–5      | 1871            | EB 135, 139, 100, 147                                                                      |
| Carels Frères                                                                  | 2        | 1871            | CF de l'Alsace-Lorraine                                                                    |
| Carels Frères 31–40                                                            | 10       | 1872–1873       | EB 451, 530, 556, 655–660, 681                                                             |
| Carels Frères 122                                                              | 1        | 1880            | EB 1213                                                                                    |
| Carels Frères                                                                  | 2        | 1882            | Chemins de fer de la Flandre-Occidentale                                                   |
| Carels Frères 166–175                                                          | 10       | 1882–1873       | EB 18, 168, 277, 306, 321, 1517–1521                                                       |
| Société de Saint-Léonard 887, 938                                              | 2        | 1891, 1893      | CF de la Flandre-Occidentale                                                               |

## Carrières et services effectués
De 1864 à 1890, le Type 1 a été utilisé sur les principaux trains de voyageurs rapides sur les grandes lignes du réseau, à l'exception de la ligne du Luxembourg trop accidentée, pour laquelle l’État belge créera le Type 2 par extrapolation de locomotives pour marchandises. D'abord employées au départ de Bruxelles sur les express, elles sont affectées à des dépôts de province au fur et à mesure que leur effectif s’agrandit. Il pouvait leur arriver de circuler en double traction.
La Société générale d'exploitation de chemins de fer (SGE) commande au constructeur Cockerill cinq locomotives du type 1 livrés en 1869 et numérotées 66 à 70. Après le rachat par l’État d’une grande partie de son réseau fin 1870, elles sont renumérotées 441 à 445.
La Société des chemins de fer de la Flandre-Occidentale (FO), qui fut un temps membre de la SGE, commande sept copies du type 1 à Carels, Cockerill et Saint-Léonard entre 1882 et 1897 (numéros 42 à 48). Les 46 et 47 avaient été construites avec une cheminée carrée. Entre 1901 et 1905, ils rachètent à l’État belge cinq autres type 1 dont une ex-SGE. D'abord utilisées entre Bruges et Courtrai, elles sont ensuite disséminées sur le réseau FO, allant jusque Hazebrouck et circulant même sur jusque Ostende sur le réseau de l’État belge, acheminant des trains venant de Paris. La FO est nationalisée à son tour en 1906.
Avec l'avènement du Type 12 à partir de 1888, les locomotives Type 1 ont été déployées sur des lignes secondaires. 

### Fin de carrière
En 1911, il reste 93 exemplaires en service dont certaines proviennent des compagnies privées rachetées par l'État belge. Elles sont réparties entre les dépôts d'Anvers (Berchem), Aerschot, Bruges, Gand (Ledeberg), Hasselt, Ostende, Tirlemont ainsi que le petit dépôt de Berzée dans l'Entre-Sambre-et-Meuse. Elles servent, faute de mieux, à des dessertes secondaires où leurs roues de 2 m sont plus un handicap qu'un avantage. La locomotive no 57 est restaurée dans son état d'origine avec abri découvert pour participer à une exposition rétrospective du matériel de chemin de fer belge, dans le cadre de l'exposition universelle de 1913 à Gand.
Les Allemands mettent la main sur une soixantaine de locomotives type 1 parmi lesquelles 51 sont classées dans la série S01 et reçoivent des numéros entre 04002 et 04070 ; la 04001 était la type 7 no 1, première locomotive pourvue d'un foyer Belpaire, les 04021 et 04025 étaient également du type 7 tandis que la 04051 était une type 14 originellement construite par Tubize pour la Compagnie de Virton. Ces locomotives sont dispersées dans toute l'Europe occupées, ferraillées pour leurs matériaux en cas d'avarie ou retrouvées en trop mauvais état pour être réactivée. Seules cinq locomotives ex-État belge et une ex-Flandre-Occidentale sont encore à l'inventaire, ainsi que 40 des locomotives qui avaient été évacuées en France ; une partie basée à Oissel pendant la guerre avait servi à des trains militaires mais aussi à des dessertes voyageurs pour le compte des chemins de fer français.
En 1921, l'État répertorie 41 locomotives dont 23 réparties entre les dépôts de Bruges et Ostende qui n'ont plus de roulements propres, assurant seulement la réserve, mais aussi des trains supplémentaires reliant Bruxelles à la ville balnéaire d'Ostende ; elles seront retirées de la circulation au cours de l'année 1923. Gand-Ledeberg utilise une douzaine de type 1 sur des trains locaux sur les lignes autour de Gand jusqu'à l'arrivée de locomotives d'origine allemande qui les évincent en 1922. Le dépôt d'Anvers-Sud reçoit des type 1 en 1922 et affecte deux locomotives à des trains vers Boom et Puurs. Tirlemont possède également six type 1 mais leurs roulements ne nécessite qu'une seule machine pour des dessertes locales. Les type 1 de Bruges sont les dernières à être retirées du service actif, mi-1923 et les dernières à l'effectif sont radiées avant la création de la SNCB en 1926,.